# Hoefijzerwaterval

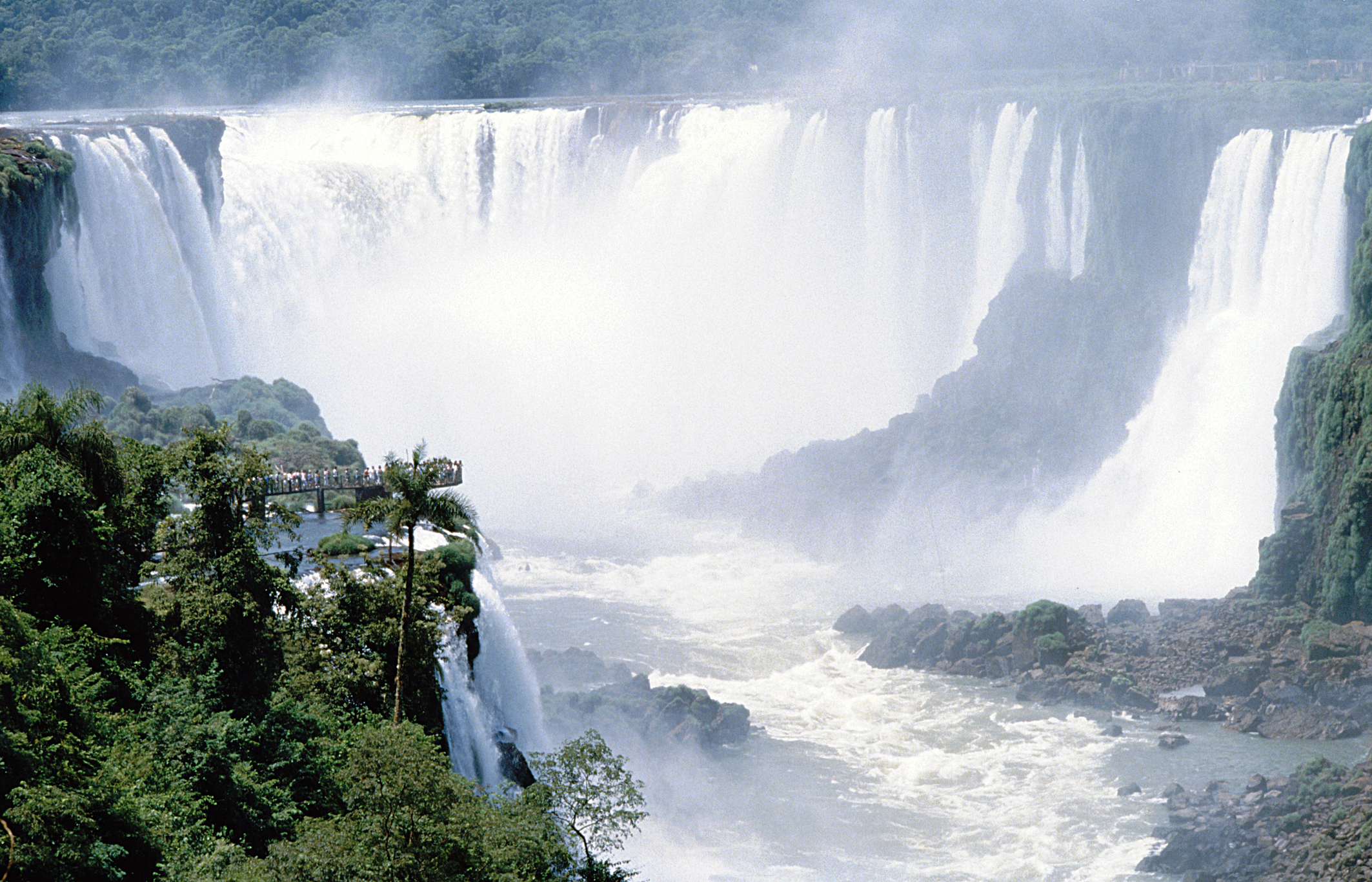
Iugacu

Een hoefijzerwaterval is een waterval die door zijn vorm doet denken aan een hoefijzer. De hoefijzerwatervallen van de Niagarawatervallen zijn het bekendste voorbeeld, maar er zijn ook hoefijzerwatervallen in Zuid-Amerika (Watervallen van de Iguaçu), Afrika (Victoriawatervallen), Oceanië en Europa.

## Voorbeelden
- Watervallen van de Iguaçu
- Victoriawatervallen
- Hoefijzerwatervallen (Niagara)
- Hoefijzerwatervallen (Tasmanië)
- Hoefijzerwatervallen (Wales)

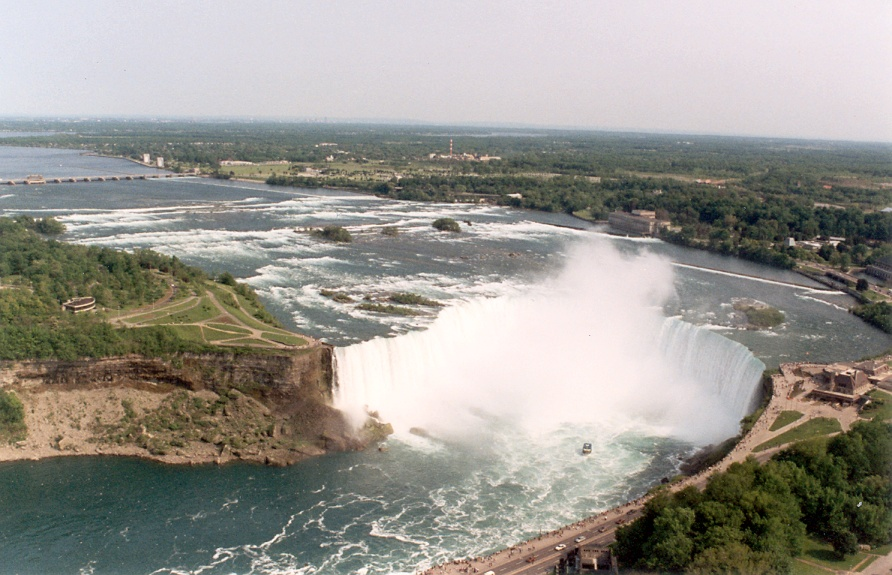
Niagara

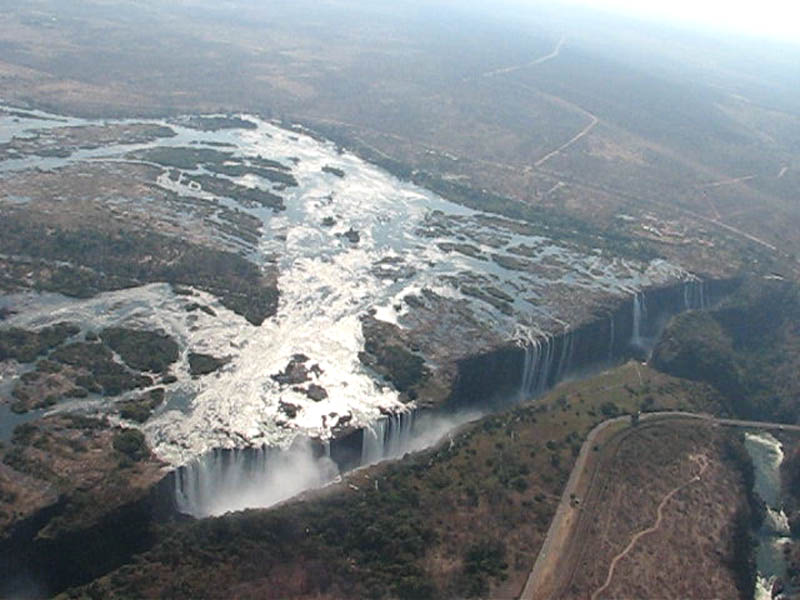
Victoria watervallen (Zambia/Zimbabwe)
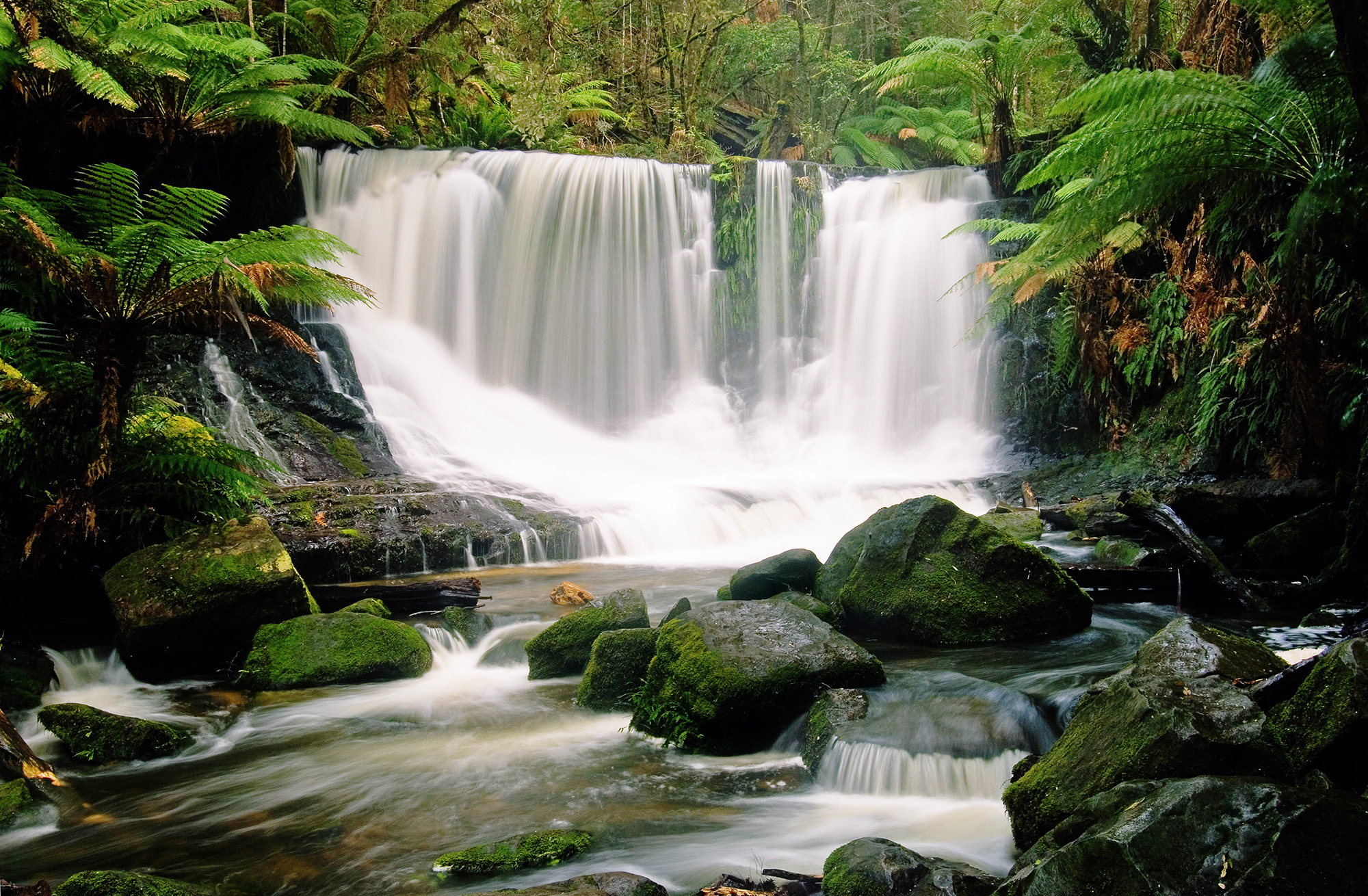
Hoefijzerwaterval in Nationaal park Mount Field, Tasmanië
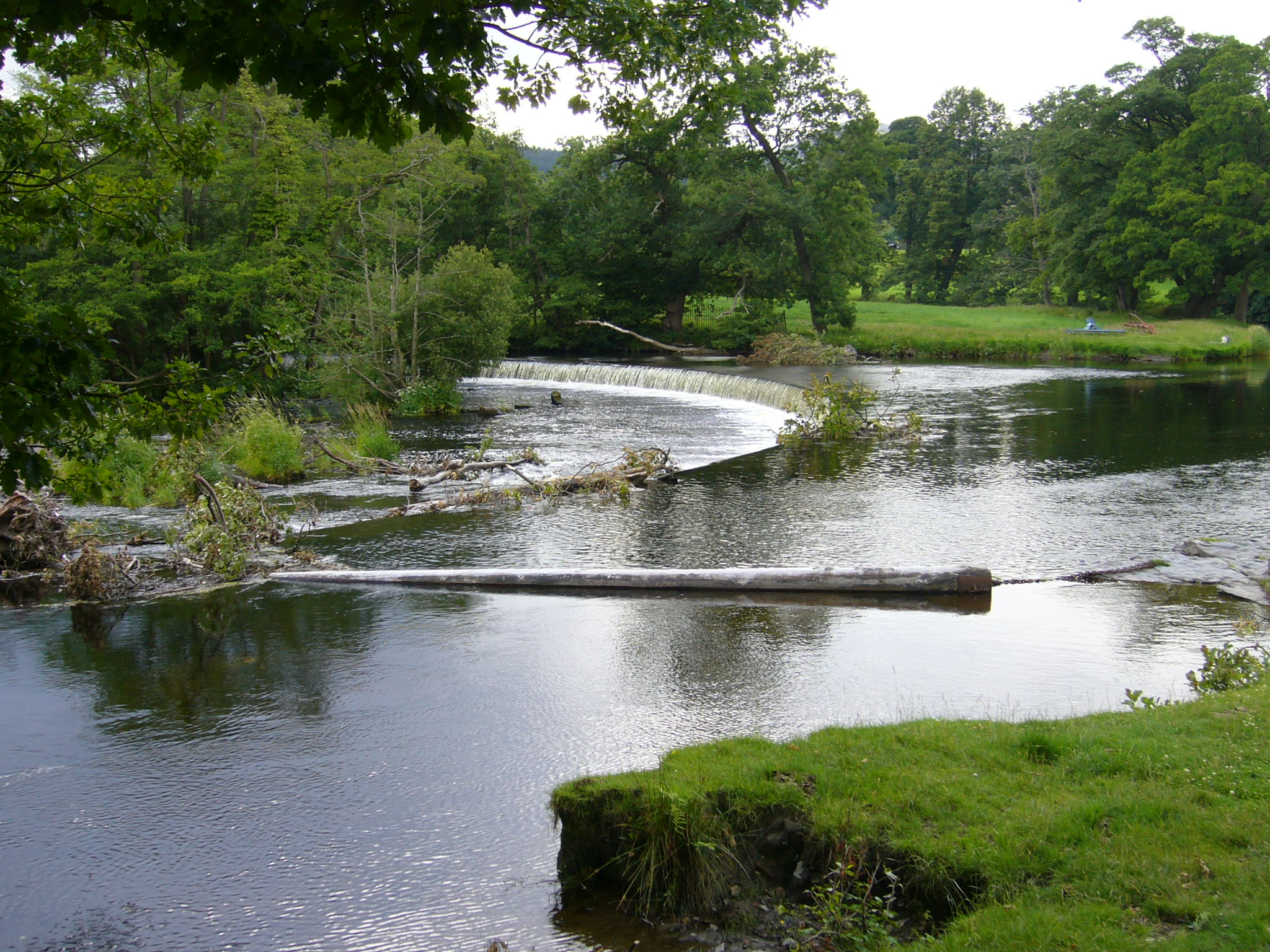
Kunstmatige hoefijzerwaterval in Wales